# Кадири, Джордан
Джордан Атта Кадири (англ. Jordan Attah Kadiri; род. 11 марта 2000, Идах, Нигерия) — нигерийский футболист, нападающий клуба «Дендер».

## Биография
Родился 11 марта 2000 года в Идахе, городе в Нигерии. После игры в местной нигерийской лиге, 13 августа 2019 года Кадири присоединяется к команде Аллсвенскана «Эстерсунд».
25 августа 2019 года Кадири дебютировал на профессиональном уровне за «Эстерсунд», выйдя на замену в домашнем матче с «АИК» со счетом 3:1.
31 июля 2020 года перешёл в «Ломмел», заключив четырехлетний контракт.
30 августа 2021 года Кадири присоединился к норвежскому клубу «Стрёмсгодсет» на правах аренды до конца сезона.
В феврале 2022 года Кадири вернулся в свой бывший клуб «Эстерсунд» на правах аренды сроком на один год, но уже в августе вернулся обратно в «Ломмел».
Свой первый гол за бельгийский клуб забил 28 октября 2022 года в матче против «Эксельсиор Виртон».